# رینکون (آریزونا)
رینکون (به انگلیسی: Rincon) یک منطقهٔ مسکونی در ایالات متحده آمریکا است که در آریزونا واقع شده است. رینکون ۷۹۱ متر بالاتر از سطح دریا قرار دارد.